# Етногенез росіян
Етногенез росіян — історичний процес етнічного формування російської ідентичності.

## Етногенез

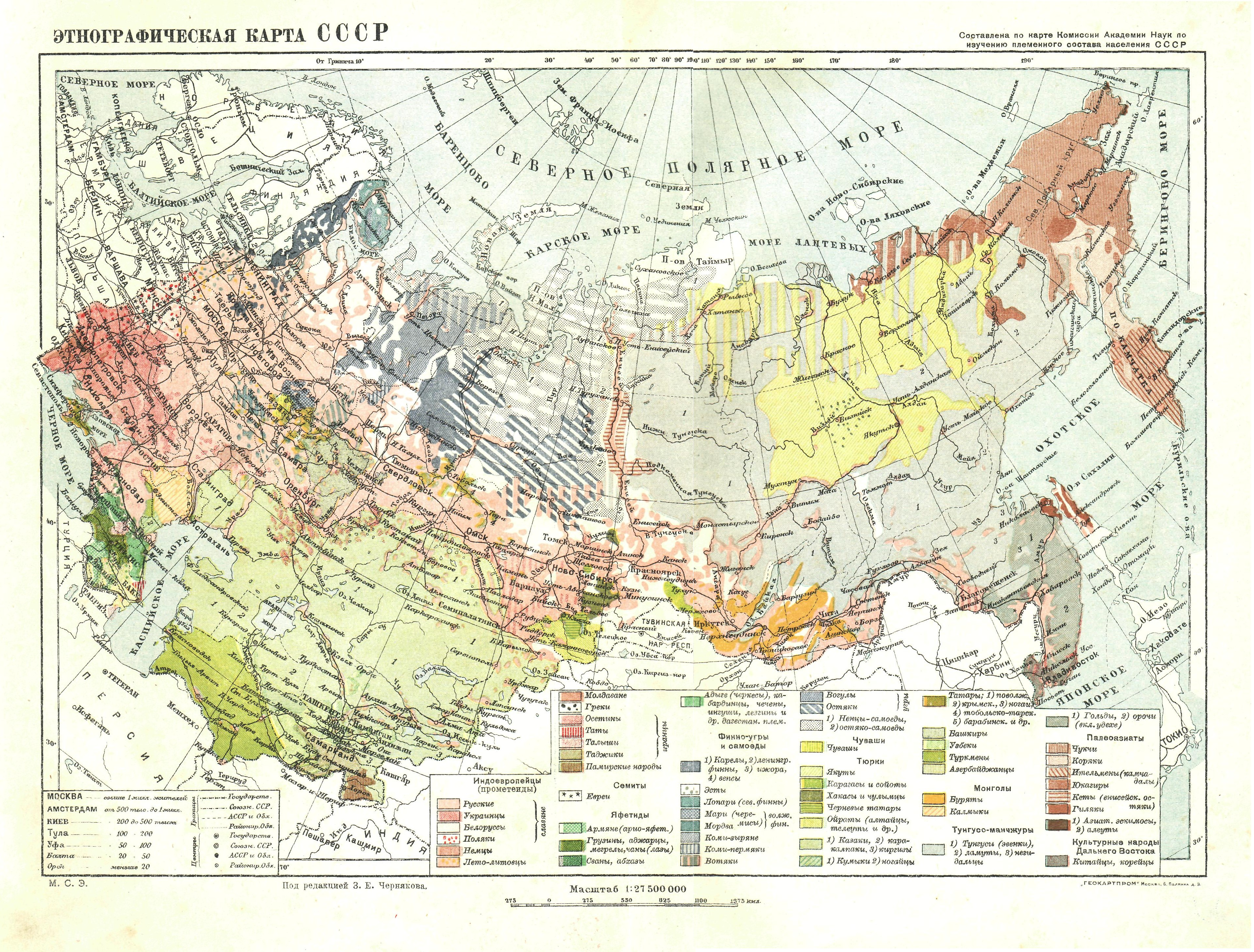
Етнографічна карта СРСР, 1930

### Теорія чисто слов'янського походження росіян
Перша з них вважає росіян народом виключно слов'янського походження, без значних домішок фінського й тюркського компонентів. Так,  петербургський  історик М. О. Полевой, заперечивши участь фінських племен в етногенезі російського народу, питав: «животячи нерухомо у місцях, віддавна і навіть нині ними населених, чи можуть фіни вважатися народом, що входить до складу громадського нашого суспільства?», і порівнював фінські племена з «бур'янами на нивах зі збіжжям».
У дещо пом'якшеній формі ця точка зору траплялася і в публікаціях радянського етнографа удмуртського походження Д. К. Зеленіна, відповідаючи на питання своєї статті «Чи брали фіни участь у формуванні російської народності» робить висновок, що в утворенні російського народу і культури фіни ніякої участі не брали. Ця теорія була розкритикована радянським істориком  С. П. Толстовим у статті «К проблемам аккультурации» і радянським істориком ерзянського походження  М. Т. Маркеловим у статті «К вопросу о культурних взаимоотношениях финов и русских», опублікованих в журналі «Этнография» у 1930 році.
У сучасній Росії гіпотеза продовжує бути популярною в публікаціях націоналістично-шовіністичної спрямованості але ця гіпотеза піддається нещадній критиці.. Разом з тим, необхідно мати на увазі, що давньоруська народність була неоднорідною з антропологічного і частково лінгвістичного погляду.

### Теорія ослов'янення фінів
Згідно з цією теорією, російський народ в історичному розвитку утворився значною мірою шляхом змішання та ослов'янення угро-фінських племен: мурома, меря, весь, мещера, мокша, перм, нарова та інших.
|  | Фіни переймали російські норови та звичаї і потім зовсім зливалися з ними, так утворилося нове слов'янське плем'я - великороси. |

На думку французького історика польського походження К. Валішевського Князівство Московське у XVI на 90% мало неруське населення і лише 10% колонізаторів із Київської Русі. Основою населення скрізь було фінське плем'я.
В Заліссі на основі змішування слов'янських колоністів із фінами виник наймолодший східнослов'янський етнос — росіяни.

### Теорія фінсько-тюркського походження росіян
Існує також зору, згідно з якої росіяни не є слов'янським народом. Найхарактернішим представником цієї теорії був польський етнограф та історик Ф. Г. Духінський, який у своїх працях доводив, що росіяни є продуктом змішення фінських і тюркських племен, «які засвоїли якусь подібність слов'янської мови» (слід, проте, зважати на те, що на ідеї Духінського накладала відбиток його громадська позиція, яка підкреслювала необхідність протидіяти російському панславізму). Слов'янське походження росіян заперечували і раніше європейські авантюристи, що побували в Росії (включаючи знаменитого Казанову); а в 1870-х роках ця теорія була вельми популярна у Європі. Професор Оксфордського університету Карл Фрідріх Абель (1837—1906) стверджував, що наприкінці ХІХ століття тільки в європейській частині Росії жило 40 мільйонів фіно-татарського населення і лише 15 мільйовнів чисто слов´янського. На думку радянського історика Михайла Покровського, росіяни є етнічною сумішшю, в якій фінам належить 4/5, а слов'янам —1/5:
|  | «справа йшла про підкорення цілого ряду незалежних доти народів переважно фінського племені... Великоросія побудована на кістках «інородців», і навряд чи останні багато втішені тим, що в жилах великоросів тече 80% їхньої крові» Оригінальний текст (рос.) [«дело шло о покорении целого ряда независимых до тех пор народов преимущественно финского племени... Великороссия построена на костях «инородцев», и едва ли последние много утешены тем, что в жилах великоруссов течет 80% их крови»] Помилка: [undefined] Помилка: {{Lang}}: немає тексту (допомога): текст вже має курсивний шрифт (допомога) |

### Теорія фіно-слов'янського походження росіян
Перше видання Малої радянської енциклопедії надає таку інформацію, що «російська народність, склалася з окремих слов'янських племен (новгородських словен, кривичів, в'ятичів), а також з деяких інших, головним чином — фінських, територію яких росіяни зайняли в Новгородській області і в межиріччі Оки, Волги і Дону.»
Ідеї фіно-слов'янського походження росіян розвивали М. М. Карамзін («Історія держави російської». 1803—1826 рр.), В. О. Ключевський («Курс російської історії». 1904—1910 рр.), С. М. Соловйов (Історія Росії з найдавніших часів. 1851—1879 рр.). Те, що угро-фінські племена були етнічним субстратом російського народу не заперечувала і радянська наука.
На думку російського науковця дійсного члена Російської академії наук В. О. Ключевського весь великий край від Тули й Рязані на північ і схід у ХІ-ХІІІ століттях належав фінським племенам: мурома, меря, весь, мокша, мещера та інші. Плем'я великоросів, або російський народ, як він сьогодні зветься, з'явилося близько XV—XVII ст. серед муроми, мері, весі, мокші, мещери, звідки, згідно з автором почало «розтікатися».
|  | В області Оки й верхньої Волги в ХІ-ХІІ століттях жили три фінські племена: мурома, меря і весь. Початковий київський літопис доволі точно позначає місця проживання цих племен: він знає мурому на нижній Оці, мерю поблизу озер Переяславського і Ростовського, весь в області Білоозера. Нині в центральній Великоросії немає вже живих залишків цих племен, але вони лишили по собі пам'ять у її географічній номенклатурі. На великому просторі від Оки до Білого моря зустрічаємо тисячі неруських назв, легко помітити, ... що колись на всьому цьому просторі звучала одна мова, якій належали ці назви, і вона споріднена з тими наріччями, якими спілкується тубільне населення нинішньої Фінляндії і фінських інородців середнього Поволжя, мордва, черемиси. |

В «Історії України-Руси» М. Грушевський висунув тезу, що «початком формування наймолодшого, але й найчисленнішого з слов'янських народів — великоросів» була новгородсько-кривицька та кривицько-вятська колонізація, яка, «асимілюючи фінську людність і модифікуючись під її впливом… заховала в нім вповні слов'янський національний тип». Намічений М. Грушевським історичний процес постання росіян, як народу, ствердили зрештою ще раніше російські історики С. Соловйов та В. Ключевський, а пізніше зокрема радянський історик М. Покровський (та його школа) в тезі про велику відсоткову участь угро-фінського елементу в постанні російського народу.
М. Костомаров у «Двох руських народностях» («Основа», 1861) стверджував, що росіяни відрізняються від українців своїм зовнішнім виглядом, одягом, поведінкою, домашнім побутом, звичаями й обрядами, як і господарською технікою.
Завідувач кафедри російської історії Московського університету професор Соловйов обґрунтував твердження, що Ростовсько-Суздальська земля була заселена фінською мерею.
|  | Лише коли по смерті Боголюбського ростовці висловили свої вимоги, почалася відкрита боротьба між ними і братами Андрія, яка закінчилася поразкою ростовців. Не дивно, що боротьба була нетривала: звернувши увагу на розташування Ростова, важко припустити, щоб це місто було сильне, мало чисельне народонаселення внаслідок великої торговельної діяльності; важко припустити, щоб це місто, заховане своїми засновниками, фінською мерею від живого шляху, від Волги, до сумного мертвотного озера, щоб це місто процвітало, як Новгород, Смоленськ, Полоцьк. |

Твердження Ключевського, що етнічним субстратом російського населення центральних та північно-східних земель стали, крім слов'янських племен словенів, кривичів, в'ятичів і східних сіверян, частково угро-фінські та балтійські племена (меря, мурома, весь, голядь та ін.) не заперечувала й офіційна радянська історіографія. Проте офіційна радянська наука висунула в 1950-х роках концепцію спільного походження трьох східнослов'янських народів — російського, українського й білоруського, які, згідно з цією концепцією, становили колись «єдину давньоруську (чи „руську“) народність», а формування з неї цих народів почалося щойно після розпаду Київської Русі. За офіційною ідеологією, давньоруський народ утворився вже в 10 — 11 ст., але процес його формування був перерваний пізнішими історичними умовами (зокрема, монголо-татарською навалою), внаслідок яких згодом, у 14 — 15 ст., сформувалися три окремі народності: великоруська, українська й білоруська. За цією концепцією, російська (великоруська) народність склалася в 14 — 15 ст. в районі Великого Новгорода і Волго-Окського межиріччя з центром у Володимирі на Клязьмі і потім у Москві, в період піднесення останньої і поступового об'єднання навколо неї всієї Північної і Північно-Східної Русі.
У сучасній Україні багато дослідників критикують цю концепцію, стверджуючи, що ніякої давньоруської народності ніколи не існувало.
Припускають, що чисто слов'янське походження мають тільки нащадки ільменських словенів — росіяни Новгорода і його земель і нащадки вихідців з Київської Русі — російської Суздальщини. Згідно зі здогадом В. Ляпунова і Ф. Філіна, Ростовсько-Суздальська область була заселена в добу Київської Руси окремим слов'янським племенем, назва якого не збереглася.
Згідно з дослідженнями меряніста Ореста Ткаченка, «В російського народу, по материнській лінії зв'язаного із слов'янською прабатьківщиною, батьком був фін. По батьківській лінії росіяни походять від фіно-угрів». Слід зазначити, що згідно з сучасними дослідженнями гаплотипів Y-хромосоми насправді ситуація була зворотною — чоловіки слов'яни одружувалися з жінками місцевого фіно-угорського населення. Пережитки фіно-угорської культури у культурі російській простежуються у таких особливостях, що не зустрічаються серед інших слов'янських народів: жіночі кокошник та сарафан, чоловіча сорочка-косоворотка, лапті (личаки) у національному костюмі, пельмені у стравах, стиль народної архітектури (шатрові будівлі, «крыльцо»), російська лазня («баня»), священна тварина — ведмідь, 5-ти тонова гама співу, а-кання та редукція голосних, парні слова типу «стежки-дорожки», «руки-ноги», «жив-здоров», «такой-сякой», мовний зворот «у меня есть» (замість «я маю», характерного для інших слов'ян) казковий зачин «жил-был», відсутність русального циклу, колядок, культу Перуна, наявність культу берези, а не дуба.
На думку більшості істориків, фінські племена мали надзвичайно мирну і лагідну вдачу.
 Цим самі росіяни пояснюють і мирний характер колонізації, заявляючи, що військових сутичок не було, бо писемні джерела нічого такого не згадують. Однак, як зазначає той же В. О. Ключевський, «у переказах Великоросії вціліли поодинокі смутні спогади про боротьбу, яка спалахувала в деяких місцях».
Впливом угро-фінського субстрату пояснюють деякі особливості фонетичної системи російських говорів — «акання, цокання», (і помилково «ґекання», яке має насправді праслов'янське походження). Проте зв'язок фонетичних і синтаксичних рис російської мови з фінськими є досить суперечливим і неоднозначним питанням (див. докладніше «Фінський субстрат у російській мові»).

### Теорія слов'яно-тюрксько-фінського походження росіян
Російський історик, етнограф та теоретик етногенезу Л. Н. Гумільов вважав, що новий етнос росіян виник впродовж 1200—1380 р на основі злиття слов'ян, татар, литовців та фіно-угорських народів. За час перебування під протекторатом Золотої Орди Москва збирала данину з інших руських князівств та виплачувала її в Орду. В цей час вихідці з Орди часто одружувались на росіянках, а татарки виходили заміж за росіян. Москва не продовжувала традицій Києва, а навпаки — вона знищила традиції вічевої вольності та княжих міжусобиць, замінивши їх нормами поведінки, в значній мірі запозиченими у монголів, — системою суворої дисципліни, етнічної терпимості та глибокої релігійності..
Росіяни, на думку російського історика, академіка К. М. Бестужева-Рюміна — змішане плем'я (з фінськими, тюркськими та литовськими племенами).
Саме тюркським і фінським впливом деякі українські дослідники пояснюють факт, що росіяни мають антропологічний тип, відмінний від українського й інших слов'янських народів. Деякі дослідники заперечують і саме існування східнослов'янської підгрупи, наводячи докази, що російська, хоча і будучи слов'янською, значно відрізняється від інших слов'янських[неавторитетне джерело].
Див. докладніше «Походження російської мови»

### Теорія мультиетнічного складу росіян
Росіяни не являють собою одної раси. Розселяючися на величезній території і змішуючись з різими племенами, вони не можуть являти собою якийсь один антропологічний тип.
До початку слов'янської колонізації теперішньої центральної Росії — колиски російського етносу, ці землі були населені племенами, що говорили мовами фінської групи. Заселення великоруських земель слов'янами проходило двома різними шляхами: південним — з Надніпрянщини, і західним — зі західнослов'янських земель.
Зеленін стверджував, що південні росіяни генетично ближчі до українців, ніж до північних росіян, які зближуються з уральськими народами.
Західні росіяни антропологічно схожі з білорусами (зокрема, поліщуками), а також з окремими литовськими і польськими групами, будучи пов'язаним за походженням прибульцями із заходу. Східні ж росіяни мають той же тип, що й фінські народи на сході. Отже, східний росіянин — нащадок фінського населення, а західний — представник племені кривичів. Щодо населення України, його Є. М. Чепурковський вважав результатом змішення різних етносів на території Південної Русі, що безлюділи після монгольської навали.
Волков висловив думку про те, що первісно слов'яни мали антропологічні риси, характерні для сучасних українців. Очевидно, він вважав що росіяни, поляки і білоруси — слов'яни лише за мовою, а українці, південні й більшість західних слов'ян — слов'яни не тільки за мовою, але й за антропологічним типом. Твердження Волкова піддав критиці Д. М. Анучин у 1918 році.
У росіян у крайньосхідних районах розселення відзначене домішком монголоїдних рис, як і в сусідніх фіно-угорських народів.
Г. Ф. Дебец вважав східних росіян — темнорусявих і світлооких, проміжною ланкою між північною і середземноморською підрасами європеоїдної раси.